# Strade Ferrate Secondarie Meridionali
La Strade Ferrate Secondarie Meridionali (SFSM) era un'azienda attiva nella costruzione ed esercizio di linee ferroviarie, funivia e seggiovia, che operò nella province di Napoli, Avellino e Salerno tra la fine del XIX secolo e il 1985.

## Storia

### Gli inizi: la Società Anonima Ferrovia Napoli-Ottaviano
Il 18 febbraio 1890 fu costituita a Napoli, con atto del notaio Francesco Scotti di Uscio, la Società Anonima Ferrovia Napoli-Ottaviano, avente per oggetto la costruzione e l'esercizio di una ferrovia a scartamento ridotto tra Napoli e Ottaviano, già concessa alla provincia di Napoli tre anni prima. A costituire la società furono la banca Gattoni, Silo & C. di Roma e l'Impresa Michele Calderai & C, a cui la provincia di Napoli aveva affidato la concessione della linea: contrariamente ad altri esempi (come le ferrovie Napoli-Nola-Baiano e la Napoli-Pozzuoli-Cuma), a promuovere la costruzione della linea non furono capitali stranieri, ma bensì italiani.
La ferrovia, prolungata da Ottaviano a San Giuseppe Vesuviano su impulso di un consorzio costituito tra i comuni di San Giuseppe e Poggiomarino, fu aperta il 9 febbraio 1891 con trazione a vapore.

### L'arrivo della SME e la nascita della SFSM
Con delibera dell'assemblea straordinaria del 16 maggio 1901 la società si trasformò in società per azioni assumendo la nuova denominazione di Strade Ferrate Secondarie Meridionali. La trasformazione fu spinta da Teodoro Cutolo, imprenditore napoletano molto attivo in vari settori dell'economia locale, che riuscì ad ottenere l'appoggio della Società Meridionale di Elettricità (SME), permettendo un incrocio di interessi tra industrie elettriche e dei trasporti. Poco prima del cambio di denominazione la società e la SME avevano ottenuto la concessione per una linea a scartamento ridotto attorno al Vesuvio diramantesi dalla preesistente Napoli-San Giuseppe Vesuviano.
I lavori per la costruzione della ferrovia Napoli-Pompei-Poggiomarino e della San Giuseppe Vesuviano-Poggiomarino-Sarno iniziarono nel 1902, e le due linee furono aperte il 28 dicembre 1904, inizialmente con trazione a vapore; la tratta Napoli-Pompei-Poggiomarino fu elettrificata il 22 marzo 1905.

### L'elettrificazione e l'espansione della rete
Sotto la presidenza di Eduardo Marino, già consigliere di amministrazione della SME, fu proseguita la politica di elettrificazione delle linee sociali già iniziata con il predecessore Maurizio Capuano: entro il 1926 l'intera rete era elettrificata, e si era proceduto anche al rinnovo degli impianti elettrici, dell'armamento e del materiale rotabile. I risultati furono notevoli: il numero di passeggeri trasportati salì da 2.970.000 nel 1907 a 6 milioni nel 1926.
Sul finire degli anni venti iniziarono i lavori per la tratta Torre Annunziata-Castellammare, e si installarono apparati elettrici centrali con blocco elettromeccanico in tutte le stazioni (il regime di circolazione passò a dirigenza unica). La linea Torre Annunziata-Castellammare di Stabia fu inaugurata alla presenza del principe Umberto di Savoia il 25 luglio 1934.
Con scritture private del 18 e 28 dicembre 1936 la società belga Chemin de Fer de Naples-Nola-Bajano et Extensions, costituita a Bruxelles nel 1883 e in liquidazione, cedette la concessione della ferrovia Napoli-Nola-Baiano, aperta tra il 1884 e 1885 alla SFSM con effetto dal 16 maggio 1937. Con l'acquisto da parte della SFSM si provvide ad ammodernare la linea: ciò comportò la demolizione della stazione terminale, sita in origine presso il corso Garibaldi all'altezza di Porta Capuana, e l'attestazione della stessa presso quella principale della Circumvesuviana, la costruzione di un tronco di raccordo per permettere ai binari di raggiungere quest'ultima, la sostituzione dell'armamento e l'elettrificazione della linea.
Nel 1936 fu anche raddoppiata la tratta Napoli-Barra; per incrementare le potenzialità di traffico fu impiantato sulle tratte Napoli-Barra, Barra-San Giorgio e Napoli-Poggioreale il blocco elettrico conta-assi: tra il 1937 e il 1940 i viaggiatori salirono da 10.313.743 a 19.122.942. Il 24 novembre 1940, nell'ambito del progetto di prolungamento della linea Torre Annunziata-Castellammare verso Sorrento, fu aperto il tronco tra la stazione di Castellammare e le Terme. La SFSM richiese inoltre la concessione per il prolungamento a Sorrento (in sostituzione dell'esistente tranvia elettrica) e studiò una funivia per raggiungere la cima del Monte Faito.

### Il dopoguerra
La Seconda guerra mondiale e l'eruzione del Vesuvio del 1944 danneggiarono gravemente le linee della Circumvesuviana: furono distrutti o danneggiati gravemente 15 elettromotrici, 53 carrozze a carrelli, 131 carri merci; 16 tra ponti e cavalcavia furono distrutti (e altri 10 danneggiati), così come 7 stazioni, tutte le sottostazioni elettriche, 20 km tra linee di contatto e alimentazione, 30 km di cavi telefonici, oltre a gravi danni a gallerie, impianti di segnalazione e scambi. Il servizio riprese con mezzi di fortuna due mesi dopo il termine della guerra, e già nel febbraio 1945 gli impianti furono ricostruiti. Nel luglio 1944, intanto, iniziarono i lavori per la tratta Castellammare Terme-Sorrento, oltre a lavori di rettifica e raddoppio del tronco Pugliano-Torre del Greco-Torre Annunziata. Tali tratte furono inaugurate il 6 gennaio 1948.
Il 24 agosto 1952 fu inaugurata la funivia del Faito, mentre l'8 luglio 1953 fu aperta la seggiovia del Vesuvio: entrambe le opere, gestite dalla SFSM e da società ad essa collegate, permisero di incrementare il turismo verso queste due mete.

### Dagli anni Sessanta alla Gestione Commissariale Governativa
Nel 1962 la SFSM assunse la gestione diretta di alcune linee automobilistiche integrative; nello stesso anno, con la legge 960 lo Stato attribuì contributi straordinari per il potenziamento e il raddoppio della tratta Barra-Torre del Greco-Torre Annunziata: i lavori compresero oltre 6,5 km di nuove sedi, 7 ponti ferroviari, due cavalcavia, l'eliminazione di 17 passaggi a livello e la costruzione 6 nuove stazioni (Barra, Santa Maria del Pozzo, San Giorgio, Cavalli di Bronzo, Portici via Salute ed Ercolano), e la tratta fu inaugurata dall'allora Ministro dei trasporti Remo Gaspari il 28 ottobre 1969.
Altri importanti lavori sulla rete furono effettuati tra il 1968 e il 1975 con una spesa totale di 66 miliardi di lire: furono risanati 130 km di massicciata, sostituiti 90 km di rotaie e le sottostazioni elettriche, risanate le gallerie della Castellammare-Sorrento, rialzati i marciapiedi (per consentire l'incarrozzamento a raso), soppressi 140 passaggi a livello, installati sistemi di blocco automatico a correnti codificate, ricostruita la stazione capolinea di Napoli, costruita una stazione in corrispondenza a quella FS di Napoli Centrale e le officine manutenzione di Ponticelli.

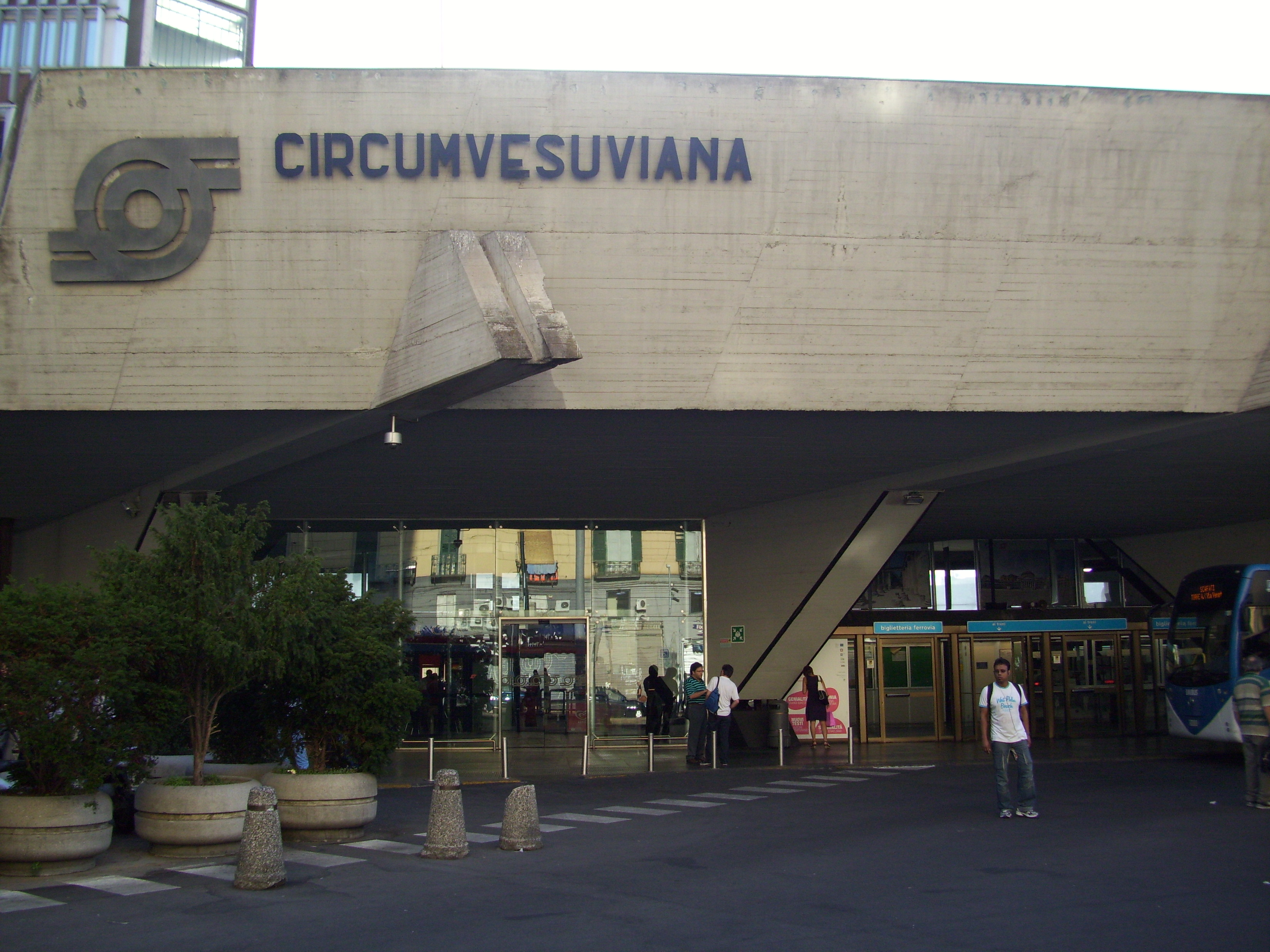
La stazione capolinea di Napoli Porta Nolana, ricostruita negli anni Settanta

Tra il 1974 e il 1977 fu costruito un raccordo tra la stazione di Pomigliano d'Arco e lo stabilimento Alfasud, primo tronco di un progetto approvato nel 1970 e finanziato dalla Cassa per il Mezzogiorno, per collegare Acerra a Napoli. Negli anni settanta fu anche deliberata la costruzione di una linea Santa Maria del Pozzo-Volla che avrebbe permesso di scambiare il traffico tra le linee facenti capo a Napoli senza necessità di utilizzare la stazione capolinea. Nel 1977 fu iniziata la ricostruzione a doppio binario della tratta Poggioreale-Pomigliano.
L'ingente quantitativo di risorse impiegate per il rinnovo delle linee resero i bilanci della SFSM in deficit per importi sempre più crescenti, tanto da spingere la società a chiedere e ottenere nel 1978 la revoca dalla quotazione presso le Borse valori di Roma e Napoli. Con decreto ministeriale del 20 settembre 1985, con effetto dal successivo 19 dicembre, lo Stato riscattò le concessioni ferroviarie e automobilistiche della SFSM, le quali furono poste in Gestione commissariale governativa.

## Impianti eserciti

### Ferrovie
Nel corso degli anni di attività, la SFSM esercì un'estesa rete di ferrovie a scartamento ridotto (950 mm), elettrificate a partire dal 1904, in alcuni casi rilevate da altre società. Il servizio si articolava sulle seguenti linee:
- Napoli-Barra-Ottaviano-Poggiomarino-Sarno, lunga 38,4 km;
- Napoli-Barra-Torre Annunziata-Castellammare-Sorrento, lunga 42,4 km;
- Napoli-Barra-Torre Annunziata-Poggiomarino-Sarno, lunga 42,7 km;
- Napoli-Pomigliano d'Arco-Nola-Baiano, lunga 38,6 km;
- Pomigliano d'Arco-Alfasud, lunga 2,659 km.

I tronchi Napoli-Torre Annunziata, Pomigliano d'Arco-Alfasud e Barra-Ponticelli erano a doppio binario, mentre il resto della rete era a binario singolo.

### Funivie e seggiovie
- Funivia del Faito, aperta nel 1952;
- Seggiovia del Vesuvio, aperta nel 1953 e gestita dalla Seggiovia ed Autolinee del Vesuvio SpA (fino al 1961 Società Ferrovia e Funicolare Vesuviana), controllata dalla SFSM[31].

## Materiale rotabile

### Locomotive a vapore
Le locomotive a vapore della Società Anonima Ferrovia Napoli-Ottaiano e della SFSM erano delle locotender a rodiggio 1'C; inizialmente prestarono servizio locomotive di costruzione Miani e Silvestri, e successivamente furono introdotte locomotive costruite dalla Costruzioni Meccaniche di Saronno.

### Materiale a trazione elettrica
Con l'elettrificazione della Napoli-Pompei-Poggiomarino a 650 V cc entrarono in servizio quindici elettromotrici a due assi (serie ED 001÷015) con doppia presa d'asta a rotella costruite dalla ditta Benvenuti con parti elettriche Westinghouse, dotate di due motori da 50 CV ognuno in grado di raggiungere i 50 km/h.
Le elettromotrici furono ammodernate negli anni venti nell'ambito del piano di elettrificazione della rete sociale sostituendo i motori con altri più potenti (da 75 CV), sostituendo ai truck originari due carrelli a due assi, di cui uno portante e installando una presa di corrente a pantografo. Tali motrici furono ulteriormente rinnovate a metà anni trenta, e nel 1941 se ne aggiunse una sedicesima costruita con parti di ricambio.
Entrarono in servizio anche nuove automotrici a carrelli (cinque nel 1926, tre nel 1927, tre nel 1939, quattro nel 1942 e cinque nel 1949, tutte immatricolate nella serie BD 0201÷0225) e locomotori elettrici (serie 0301÷0305).
A partire dal 1971 entrarono in servizio 85 elettrotreni, consegnati entro il 1979, che permisero di rimpiazzare il materiale rotabile sino ad allora in servizio.

### Materiale motore - prospetto di sintesi
| Tipo                  | Unità        | Costruttore                       | Anno      | Rodiggio | Note                                                                                     |
| --------------------- | ------------ | --------------------------------- | --------- | -------- | ---------------------------------------------------------------------------------------- |
| Locomotive a vapore   | 1÷5          | Miani e Silvestri                 | 1890      | 1C       |                                                                                          |
| Locomotive a vapore   | 6÷9          | Costruzioni Meccaniche di Saronno | 1903      | 1C       |                                                                                          |
| Locomotive a vapore   | 10÷12        | Esslingen                         | 1905      | 1C       | Cedute alle tranvie della Versilia                                                       |
| Elettromotrici        | ED 001÷015   | Benvenuti-Westinghouse            | 1904      | B        | Ammodernate e potenziate negli anni venti e trenta; trasformate nella serie BD 0101÷0115 |
| Elettromotrici        | BD 0201÷0205 | Breda-TIBB                        | 1924      | Bo'Bo'   |                                                                                          |
| Elettromotrici        | BD 0206÷0208 | Breda-TIBB                        | 1927      | Bo'Bo'   |                                                                                          |
| Elettromotrici        | BD 0101÷0115 | IMAM-SACFEM-Breda-TIBB            | 1936      | (1A)(A1) |                                                                                          |
| Elettromotrici        | BD 0209÷0211 | IMAM-SACFEM-Breda-TIBB            | 1939      | Bo'Bo'   |                                                                                          |
| Elettromotrici        | BD 0116      | IMAM-SACFEM-Breda-TIBB            | 1941      | (1A)(A1) | Costruita con parti di ricambio della serie BD 0101÷0115                                 |
| Elettromotrici        | BD 0212÷0215 | IMAM-SACFEM-Breda-TIBB            | 1942      | Bo'Bo'   | 0214 distrutta da una frana a Scrajo Terme nel 1964                                      |
| Elettromotrici        | BD 0221÷0225 | IMAM-TIBB                         | 1949      | Bo'Bo'   |                                                                                          |
| Locomotive elettriche | 0301÷0305    | TIBB                              | 1931-1934 | 1'Do1'   | 0301 fuori servizio dal 1966 (danneggiata da un fulmine)                                 |
| Locomotiva elettrica  | 0400         | TIBB                              | 1927      | Bo' Bo'  | alimentazione da linea elettrica e da accumulatori                                       |
| Locomotive Diesel     | 0501÷0502    | Henschel                          |           | C        | acquistate nel 1971                                                                      |
| Elettrotreni          | ETR 001÷070  | ASGEN-SOFER                       | 1971-1974 | 2'B'B'2' |                                                                                          |
| Elettrotreni          | ETR 071÷085  | ASGEN-SOFER                       | 1978-1979 | 2'B'B'2' |                                                                                          |